# Pseudomonas fluorescens
Espèce

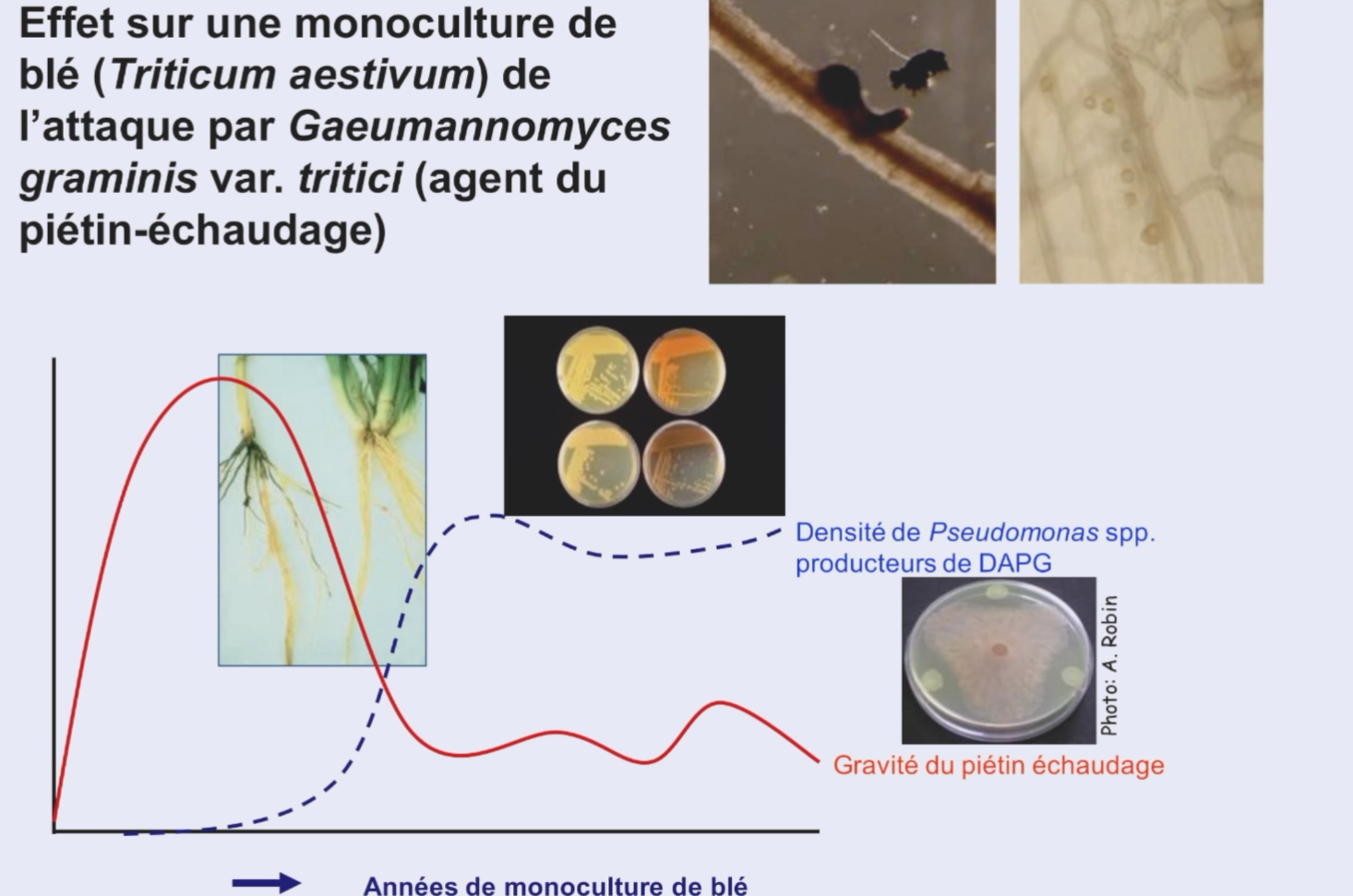
L'exemple du piétin-échaudage illustre la suppressivité des sols, attribuée à la présence de bactéries du sol du sous-groupe Pseudomonas fluorescens, rhizobactéries favorisant la croissance des plantes et qui produisent un antibiotique fongique (le DAGP) permettant de réguler le piétin-échaudage du blé causé par le champignon Gaeumannomyces graminis.

Pseudomonas fluorescens est un des sous-groupes bactériens appartenant au groupe des Pseudomonas fluorescens.
Les souches appartenant à ce sous-groupe sont à Gram négatif (KOH positif), oxydase positive, en forme de bâtonnet. Elle est mobile grâce à ses multiples flagelles. De plus, elle tient la deuxième partie de son nom (fluorescens) du fait qu'elle est fluorescente. Cette fluorescence est due à la production d'un pigment appelé pyoverdine. Sa température de croissance optimale se situe entre 25 et 30 degrés Celsius.

## Interactions avec les végétaux
De nombreuses bactéries appartenant à ce sous-groupe bactérien sont retrouvées au niveau de la zone de sol sous l'influence des racines de plantes (rhizosphère). Certaines souches appartenant à ce sous-groupe montrent même des effets bénéfiques pour la plante (suppressivité des sols) et sont alors qualifiées de PGPR (Plant Growth-Promoting Rhizobacteria).

## Contamination de produits alimentaires
La contamination de fromages par P. fluorescens est possible, la bactérie étant très présente dans l’environnement des vaches laitières (sol et plantes). Elle a pour conséquence de graves défauts sur les fromages : taches, défauts de goûts, défauts d’aspect des croûtes.
Ainsi, en juin 2010, des consommateurs ont vu leur mozzarella (produite en Allemagne) virer au bleu à l'ouverture de leur sachet. Cette couleur a été attribuée à une contamination par P. fluorescens.

## Liste de souches appartenant à ce sous-groupe bactérien
Selon NCBI (16 sept. 2011) :
- Pseudomonas fluorescens A506
- Pseudomonas fluorescens BBc6R8
- Pseudomonas fluorescens HK44
- Pseudomonas fluorescens NZ007
- Pseudomonas fluorescens NZ011
- Pseudomonas fluorescens NZ052
- Pseudomonas fluorescens NZ17
- Pseudomonas fluorescens SS101
- Pseudomonas fluorescens WH6